# Шатерники (Хмельницкая область)
Шате́рники (укр. Шатерники) — село в Славутском районе Хмельницкой области Украины.
Население по переписи 2001 года составляло 506 человек. Почтовый индекс — 30021. Телефонный код — 3842. Занимает площадь 1,05 км². Код КОАТУУ — 6823984903.

## Местный совет
30020, Хмельницкая обл., Славутский р-н, с. Малый Скнит